# 马健 (1968年)
马健（1968年10月—），男，回族，河南郑州人，1990年8月参加工作，1997年12月加入中国共产党。现任河南省发展和改革委员会主任。

## 简历
1990年毕业于北京理工大学自动控制系流体传动与控制专业，后进入郑州机械研究所工作；
2009年6月，任郑州新区管委会副主任；2011年8月，任郑州市人民政府副市长；2015年2月，任郑州航空港实验区管委会主任；2017年12月，任中共郑州市委常委，航空港实验区党工委书记、管委会主任；
2020年1月任河南省商务厅党组书记，3月任厅长。
2022年1月任河南省发展和改革委员会党组书记，2月任省发改委主任。